# Samson Ebukam
Nnamka Samson Ebukam (* 9. Mai 1995 in Nigeria) ist ein nigerianischer American-Football-Spieler auf der Position des Outside Linebackers. Er spielt für die Indianapolis Colts in der NFL. Zuvor spielte er bereits für die Los Angeles Rams und die San Francisco 49ers.

## College
Ebukam spielte vier Jahre lang für die Eastern Washington Eagles an der Eastern Washington University als Linebacker. Eastern Washington ist ein vergleichsweise kleines College und Teil der Big Sky Conference. In seinen vier Spielzeiten erzielte er insgesamt 188 Tackles und 24 Sacks.

## NFL

### Los Angeles Rams
Samson Ebukam wurde bei dem NFL Draft 2017 in der vierten Runde an der 125. Stelle von den Los Angeles Rams gedraftet. Er unterschrieb einen Vertrag über vier Jahre in der Höhe von knapp über 3 Millionen US-Dollar. Ebukam erhielt bei den Rams die Trikotnummer 50. In seiner Rookie-Saison 2017 spielte Ebukam in jedem der 16 regulären Saisonspielen, davon in 2 Spielen als Starter. Er konnte für die Rams 31 Tackles und 2 Sacks erzielen und erreichte mit ihnen die Playoffs.
Ebukam spielte in seiner zweiten NFL-Saison (2018) die ersten 10 Spiele als Starter für die Rams und forcierte in diesen Spielen 3 Fumbles und 2 Sacks. In Woche 11 gegen die Kansas City Chiefs wurde er erstmals in der Saison nicht als Starter eingesetzt, dennoch lieferte er das erfolgreichste Spiel seiner Profikarriere ab und erzielte zwei Touchdowns. Bei seinem ersten Touchdown nahm er einen Fumble, forciert durch Aaron Donald, auf und trug ihn zurück in die Endzone. Weiter fing Ebukam die erste Interception seiner Profikarriere und erzielte mit dem abgefangenen Pass einen Touchdown. Damit trug Ebukam 12 Punkte zum 54:51-Sieg bei, die Begegnung war das erste Spiel in der NFL Geschichte bei dem beide Teams mehr als 50 Punkte erzielen konnten. Ebukam beendete die reguläre Saison mit 40 Tackles, drei forcierten Fumbles und drei Sacks. Zusammen mit den Rams startete Ebukam einen tiefen Playoff-Run und erreichte mit diesen den Super Bowl LIII. Hier musste er sich allerdings den New England Patriots geschlagen geben.
In seiner dritten Spielzeit in der NFL (2019) konnte Ebukam sich statistisch steigern und konnte am Ende der Saison 4,5 Sacks und 48 Tackles für sich verbuchen. An die gute Teamleistung im Vorjahr konnten die Rams jedoch nicht anschließen und Ebukam verpasste erstmals in seiner Karriere die NFL-Playoffs.
2020 konnte Ebukam an seine individuellen Leistungen anschließen und erneut 4,5 Sacks für die Rams verbuchen. Nach den verpassten Playoffs in der Vorsaison erreichte Ebukam mit seinem Franchise in dieser Saison wieder die Playoffs. In der Wildcard-Runde konnte man sich mit 30:20 gegen die Seattle Seahawks durchsetzen. Dennoch verlor man im nächsten Spiel gegen die Green Bay Packers.

### San Francisco 49ers
Am 19. März 2021 unterschrieb er einen Zweijahresvertrag mit den San Francisco 49ers. Zu Beginn der Saison war er nur ein Rotationsspieler, dies lag auch daran, dass die 49ers ihn fast ausschließlich als Defensive End einsetzten. In der Saison konnte er sich kontinuierlich steigern und ab dem achten Spieltag jedes Spiel starten. Insgesamt erzielte er wieder 4,5 Sacks und erreichte mit den 49ers die Playoffs. In der Wildcard-Runde gelang ihm beim 23:17-Sieg gegen die Dallas Cowboys sein erster Sack in der Postseason.

### Indianapolis Colts
Im März 2023 unterzeichnete Ebukam einen Dreijahresvertrag im Wert von bis zu 27 Millionen US-Dollar bei den Indianapolis Colts.